# Lucio Senio Balbino
Lucio Senio Balbino (en latín, Lucius Saenius Balbinus) fue cónsul suffectus de la República romana en 30 a. C., sucediendo en el cargo a Marco Tulio Cicerón.

## Carrera política
Senio era senador en el momento de la conspiración catilinaria, en el 63 a. C. Encontramos[¿quién?] en los Fasti que el nombre de uno de los cónsules suffectus del año 30 a. C. fue «L. Saenius», probablemente la misma persona que el senador. Apiano señala que un cierto Balbino fue cónsul en 30 a. C., año en que la conspiración del joven Lépido fue detectada por Mecenas.
Ahora, como los Fasti no mencionan un cónsul del nombre de Balbino, se ha conjeturado[¿quién?] con mucha razón que Balbino era el cognomen de «L. Saenius». Apiano también señala que Balbino fue proscrito por los triunviros en 43 a. C., que huyó al lado de Sexto Pompeyo y que retornó a Roma después del pacto de Miseno. El senadoconsulto por el que Augusto hizo patricios a una serie de personas fue llamado Lex Saenia por Tácito. Dion Casio habla de que la incorporación de nuevos miembros a la clase de los patricios habría tenido lugar en 29 a. C., pero el nombre de Lex Saenia muestra que la autorización del Senado se obtuvo a finales del año anterior, durante el consulado de Lucio Senio.